# ويفرلي (رواية)
ويفرلي (بالإنجليزية: Waverley)‏ هي رواية تاريخية نشرت عام 1814 بقلم السير والتر سكوت (1771-1832). نشرت باسم مجهول في عام 1814 كمشروع سكوت الأول في الخيال النثري، غالبا ما ينظر إليها بأنها أول رواية تاريخية في الأدب الغربي. اشتهرت الرواية لدرجة أن روايات سكوت اللاحقة تم الإعلان لها بأنها «بقلم كاتب ويفرلي»، كما أن سلسلة الأعمال التي كتبها سكوت حول مواضيع مماثلة خلال نفس الفترة أصبحت تعرف باسم «روايات ويفرلي».

## روابط خارجية
- ويفرلي على موقع الموسوعة البريطانية (الإنجليزية)